# آشاغی گوزلک
آشاغی گوزلک (ترکی آذربایجانی: Aşağı Güzlək) یک منطقهٔ مسکونی در جمهوری آرتساخ است که در استان هادروت واقع شده‌است.